# Планинске вискаче
Планинске вискаче (Lagidium) су јужноамерички род глодара из породице чинчила и вискача (Chinchillidae). Сродне су равничарској вискачи (Lagostomus maximus) и чинчилама (Chinchilla).

## Врсте
Род планинских вискача обухвата четири савремене врсте:
- Северна вискача;
- Јужна вискача;
- Волфсонова вискача (Lagidium wolffsohni).